# Stenygrinum quadrinotatum
Stenygrinum quadrinotatum là một loài bọ cánh cứng trong họ Cerambycidae.